# Gradualisme
En biologia i geologia el gradualisme, per contraposició al saltacionisme, és la teoria que implica que els canvis evolutius es produeixen lentament en forma de passos graduals.
En geologia, el graudalisme va ser proposat per James Hutton en la seva Teoria de la Terra (1785) i desenvolupada per la teoria uniformista de Charles Lyell, en la seva obra Principis de geologia (1830-1833).
En biologia, el gradualisme és un component essencial de la teoria evolutiva. Tant Lamarck com Darwin es van oposar al saltacionisme. Charles Darwin va ser influït per la lectura de Principis de Geologia de Lyell. Aquesta hipòtesi és defensada majoritàriament pels biòlegs en l'actualitat.